# IIHF Continental Cup 2020-2021
La IIHF Continental Cup 2020-2021 doveva essere la 24ª edizione del torneo di Continental Cup, organizzato, come di consueto, dalla Federazione internazionale di hockey su ghiaccio. La stessa Federazione, dopo averne modificato la formula per la pandemia da Covid-19, il 24 agosto 2020 decise di annullare la competizione a causa del perdurare della restrizione dei viaggi legata alla stessa pandemia.

## Formula
A seguito della pandemia di COVID-19 del 2020 in Europa, che spostò in avanti rispetto al consueto la ripresa della stagione agonistica, la formula variò. Rimasero venti le squadre iscritte. La stagione non doveva più essere disputata su quattro turni, bensì su tre, cancellando il primo turno di qualificazione che veniva disputato a settembre. I due gironi di primo turno si dovevano disputare ad ottobre, e dovevano vedere qualificate le prime due squadre classificate di ciascun girone (invece di una). Il turno di semifinale si doveva disputare come di norma a novembre, ma i gironi previsti erano 4 anziché 2. Si sarebbero quindi classificate alla Superfinal solo la prima classificata di ciascun girone.
Durante il congresso straordinario della IIHF di giugno 2020 venne decisa l'assegnazione dei gironi: Akureyri e Sofia per i gironi di qualificazione, Amiens, Asiago, Lubiana e Frederikshavn per i gironi di semifinale.
Il 24 agosto si deciderà infine di cancellare la competizione per il perdurare della pandemia.

## Primo turno

### Gruppo A
Il gruppo A si doveva svolgere ad Akureyri, Islanda, dal 16 al 18 ottobre 2020.

#### Classifica
| Pos. | Squadra           | Pt | G | V  | VOT | POT | P | GF | GS | DR |
| ---- | ----------------- | -- | - | -- | --- | --- | - | -- | -- | -- |
| 1.   | Vikingar Akureyri | 0  | 0 | 20 | 0   | 0   | 0 | 0  | 0  | 0  |
| 2.   | Barca Hockey      | 0  | 0 | 20 | 0   | 0   | 0 | 0  | 0  | 0  |
| 3.   | Kaunas Hockey     | 0  | 0 | 20 | 0   | 0   | 0 | 0  | 0  | 0  |
| 4.   | HC Bat Yam        | 0  | 0 | 20 | 0   | 0   | 0 | 0  | 0  | 0  |

### Gruppo B
Il gruppo B si doveva svolgere a Sofia, Bulgaria, dal 16 al 18 ottobre 2020.

#### Classifica
| Pos. | Squadra             | Pt | G | V  | VOT | POT | P | GF | GS | DR |
| ---- | ------------------- | -- | - | -- | --- | --- | - | -- | -- | -- |
| 1.   | Irbis-Skate Sofia   | 0  | 0 | 20 | 0   | 0   | 0 | 0  | 0  | 0  |
| 2.   | Stella Rossa        | 0  | 0 | 20 | 0   | 0   | 0 | 0  | 0  | 0  |
| 3.   | KHL Mladost Zagreb  | 0  | 0 | 20 | 0   | 0   | 0 | 0  | 0  | 0  |
| 4.   | Buz Beykoz Istanbul | 0  | 0 | 20 | 0   | 0   | 0 | 0  | 0  | 0  |

## Semifinali

### Gruppo C
Il gruppo C si dovevassvolgere ad Amiens, Francia, dal 13 al 15 novembre 2020.

#### Classifica
| Pos. | Squadra                  | Pt | G | V  | VOT | POT | P | GF | GS | DR |
| ---- | ------------------------ | -- | - | -- | --- | --- | - | -- | -- | -- |
| 1.   | Amiens Gothiques         | 0  | 0 | 20 | 0   | 0   | 0 | 0  | 0  | 0  |
| 2.   | Yertis Pavlodar          | 0  | 0 | 20 | 0   | 0   | 0 | 0  | 0  | 0  |
| 3.   | Ferencvarosi TC          | 0  | 0 | 20 | 0   | 0   | 0 | 0  | 0  | 0  |
| 4.   | 2ª classificata Girone B | 0  | 0 | 20 | 0   | 0   | 0 | 0  | 0  | 0  |

### Gruppo D
Il gruppo D si doveva svolgere ad Asiago, Italia, dal 13 al 15 novembre 2020.

#### Classifica
| Pos. | Squadra                  | Pt | G | V  | VOT | POT | P | GF | GS | DR |
| ---- | ------------------------ | -- | - | -- | --- | --- | - | -- | -- | -- |
| 1.   | Asiago                   | 0  | 0 | 20 | 0   | 0   | 0 | 0  | 0  | 0  |
| 2.   | Sheffield Steelers       | 0  | 0 | 20 | 0   | 0   | 0 | 0  | 0  | 0  |
| 3.   | t.b.d.                   | 0  | 0 | 20 | 0   | 0   | 0 | 0  | 0  | 0  |
| 4.   | 2ª classificata Girone A | 0  | 0 | 20 | 0   | 0   | 0 | 0  | 0  | 0  |

### Gruppo E
Il gruppo E si doveva svolgere a Lubiana, Slovenia, dal 13 al 15 novembre 2020.

#### Classifica
| Pos. | Squadra                  | Pt | G | V  | VOT | POT | P | GF | GS | DR |
| ---- | ------------------------ | -- | - | -- | --- | --- | - | -- | -- | -- |
| 1.   | HK Olimpija              | 0  | 0 | 20 | 0   | 0   | 0 | 0  | 0  | 0  |
| 2.   | Shakhtyor Soligorsk      | 0  | 0 | 20 | 0   | 0   | 0 | 0  | 0  | 0  |
| 3.   | Olimp Riga               | 0  | 0 | 20 | 0   | 0   | 0 | 0  | 0  | 0  |
| 4.   | 1ª classificata Girone B | 0  | 0 | 20 | 0   | 0   | 0 | 0  | 0  | 0  |

### Gruppo F
Il gruppo F si doveva svolgere a Frederikshavn, Danimarca, dal 13 al 15 novembre 2020.

#### Classifica
| Pos. | Squadra                   | Pt | G | V  | VOT | POT | P | GF | GS | DR |
| ---- | ------------------------- | -- | - | -- | --- | --- | - | -- | -- | -- |
| 1.   | Frederikshavn White Hawks | 0  | 0 | 20 | 0   | 0   | 0 | 0  | 0  | 0  |
| 2.   | Unia Oswiecim             | 0  | 0 | 20 | 0   | 0   | 0 | 0  | 0  | 0  |
| 3.   | SC Miercurea Ciuc         | 0  | 0 | 20 | 0   | 0   | 0 | 0  | 0  | 0  |
| 4.   | 1ª classificata Girone A  | 0  | 0 | 20 | 0   | 0   | 0 | 0  | 0  | 0  |